# Ibrahim Ismail de Johor
El sultán Ibrahim ibni Almarhum Sultan Iskandar (en jawi: سلطان إبراهيم ابن المرحوم سلطان إسکندر; nacido el 22 de noviembre de 1958) es el 25º. sultán de Johor y el 5º. sultán del Johor moderno.
El 27 de octubre de 2023, fue elegido para un mandato de cinco años como Yang di-Pertuan Agong de Malasia y su mandato comenzó el 31 de enero de 2024.

## Biografía
Nació el 22 de noviembre de 1958 en el Hospital Sultanah Aminah de Johor Bahru, durante el reinado de su bisabuelo, el sultán Ibrahim. Era el tercer hijo y el hijo mayor del sultán Iskandar con su primera esposa, Josephine Ruby Trevorrow.
El difunto sultán Iskandar lo envió a completar su educación secundaria en la Trinity Grammar School de Sídney, Australia, desde 1968 hasta 1970. Después de terminar su escuela secundaria, fue enviado a Pusat Latihan Tentera Darat (PULADA) en Kota Tinggi para un entrenamiento militar básico. También recibió entrenamiento militar en los Estados Unidos, en Fort Benning, Georgia, y más tarde en Fort Bragg, Carolina del Norte.
Fue nombrado Tunku Mahkota de Johor el 3 de julio de 1981, y fue el regente de Johor entre el 26 de abril de 1984 y el 25 de abril de 1989, cuando su padre sirvió en su mandato como Yang di-Pertuan Agong de Malasia. En los últimos años, Tunku Ibrahim se hizo cargo gradualmente de algunos de los deberes y funciones estatales de su anciano padre; estos incluyeron la 211ª. Conferencia de Gobernantes, en la que Tunku Ibrahim y Tengku Abdullah, Tengku Mahkota de Pahang, representaron a sus respectivos padres en las reuniones, entre otras funciones estatales.

### Sultán de Johor
Unas horas antes de la muerte de su padre el 22 de enero de 2010, Tunku Ibrahim fue nombrado regente de Johor, tras los informes médicos que sugerían la inminente muerte del sultán Iskandar. El sultán Iskandar murió esa misma noche, y Tunku Ibrahim fue instalado como el sultán de Johor a la mañana siguiente. El Menteri Besar (Ministro Principal) de Johor, Abdul Ghani Othman, citó que el sultán Ibrahim y los miembros inmediatos de la familia real llevarían a cabo un período de duelo de 40 días. Durante la temporada de duelo, el sultán Ibrahim hizo su presencia inaugural en la Conferencia de Gobernantes en febrero de 2010 como Sultán de Johor.
El 30 de junio de 2011, el sultán Ibrahim condujo el último tren desde la estación de tren de Tanjong Pagar, después de haber recibido la matrícula del inspector jefe de locomotoras Hasnol Azahari Aman de Keretapi Tanah Melayu para permitirle hacer esto. Afirmó que deseaba hacer esto ya que su abuelo, Ismail de Johor, había abierto la calzada entre Singapur y Malaya en 1923, y que era apropiado que condujera el último tren fuera de la estación.
También declaró a Muar como la nueva capital real de Johor, reemplazando a Johor Bahru el 5 de febrero de 2012. Esto coincidió con las celebraciones de Mawlid.
El sultán Ibrahim se convirtió en el primer gobernante de Johor en celebrar su cumpleaños en Muar el 22 de noviembre de 2012. Eligió la ciudad porque es "rica en historia y tradición, además de ser pacífica, hermosa y progresista". Quería que el gobierno estatal diera a la venta todos los edificios antiguos de la ciudad como patrimonio estatal. También quería que las autoridades locales preserven la limpieza de Sungai Muar, lo que podría hacerse reubicando las terminales de autobuses y taxis a otros lugares.
Fue coronado como sultán de Johor el 23 de marzo de 2015. La última coronación había sido la de su abuelo el sultán Ismail el 10 de febrero de 1960. A partir de 2015, el 23 de marzo se convirtió en un día festivo estatal anual como el cumpleaños oficial del Sultán, reemplazando al día festivo del 22 de noviembre, el cumpleaños real del Sultán.
Se destaca por su moderación religiosa y ha condenado la progresiva arabización de la cultura musulmana de Malasia. A pesar de ser el único sultán en Malasia sin educación terciaria (postsecundaria), ha promovido una educación de calidad para Johor.

### Yang di-Pertuan Agong
El 27 de octubre de 2023, la Conferencia de Gobernantes eligió a Ibrahim Ismail como Yang di-Pertuan Agong o literalmente "Rey de Malasia", en sustitución de Abdullah de Pahang (su cuñado, esposo de su hermana Azizah).

## Vida personal
El sultán Ibrahim se casó con Raja Zarith Sofiah, hija del sultán Idris Shah II de Perak, el 22 de septiembre de 1982. Tienen seis hijos:
- Tunku Ismail Idris Abdul Majid Abu Bakar, Tunku Mahkota de Johor (nacido el 30 de junio de 1984).
- Tunku Tun Aminah (nacida el 8 de abril de 1986).
- Tunku Idris Iskandar, Tunku Temenggong de Johor (nacido el 25 de diciembre de 1987).
- Tunku Abdul Jalil, Tunku Laksamana de Johor (5 de julio de 1990 - 5 de diciembre de 2015).
- Tunku Abdul Rahman, Tunku Panglima de Johor (nacido el 5 de febrero de 1993).
- Tunku Abu Bakar, Tunku Putera de Johor (nacido el 30 de mayo de 2001).

## Ancestros
|  |                                     |  |  |  |  |  |  |  |  |  |  |  |  |  |  |  |
|  | 16. Sultán Abu Bakar de Johor       |  |  |  |  |  |  |  |  |  |  |  |  |  |  |  |
|  |                                     |  |  |  |  |  |  |  |  |  |  |  |  |  |  |  |
|  |                                     |  |  |  |  |  |  |  |  |  |  |  |  |  |  |  |
|  | 8. Sultán Ibrahim de Johor          |  |  |  |  |  |  |  |  |  |  |  |  |  |  |  |
|  |                                     |  |  |  |  |  |  |  |  |  |  |  |  |  |  |  |
|  |                                     |  |  |  |  |  |  |  |  |  |  |  |  |  |  |  |
|  | 17. Cecilia Catharina Lange         |  |  |  |  |  |  |  |  |  |  |  |  |  |  |  |
|  |                                     |  |  |  |  |  |  |  |  |  |  |  |  |  |  |  |
|  |                                     |  |  |  |  |  |  |  |  |  |  |  |  |  |  |  |
|  | 4. Sultán Ismail de Johor           |  |  |  |  |  |  |  |  |  |  |  |  |  |  |  |
|  |                                     |  |  |  |  |  |  |  |  |  |  |  |  |  |  |  |
|  |                                     |  |  |  |  |  |  |  |  |  |  |  |  |  |  |  |
|  | 18. Ungku Abdul Majid               |  |  |  |  |  |  |  |  |  |  |  |  |  |  |  |
|  |                                     |  |  |  |  |  |  |  |  |  |  |  |  |  |  |  |
|  |                                     |  |  |  |  |  |  |  |  |  |  |  |  |  |  |  |
|  | 9. Ungku Maimuna binti Abdul Majid  |  |  |  |  |  |  |  |  |  |  |  |  |  |  |  |
|  |                                     |  |  |  |  |  |  |  |  |  |  |  |  |  |  |  |
|  |                                     |  |  |  |  |  |  |  |  |  |  |  |  |  |  |  |
|  | 19. Che’ Puan Amina binti Abdullah  |  |  |  |  |  |  |  |  |  |  |  |  |  |  |  |
|  |                                     |  |  |  |  |  |  |  |  |  |  |  |  |  |  |  |
|  |                                     |  |  |  |  |  |  |  |  |  |  |  |  |  |  |  |
|  | 2. Sultán Iskandar de Johor         |  |  |  |  |  |  |  |  |  |  |  |  |  |  |  |
|  |                                     |  |  |  |  |  |  |  |  |  |  |  |  |  |  |  |
|  |                                     |  |  |  |  |  |  |  |  |  |  |  |  |  |  |  |
|  | 20. Ungku Muhammad Khalid           |  |  |  |  |  |  |  |  |  |  |  |  |  |  |  |
|  |                                     |  |  |  |  |  |  |  |  |  |  |  |  |  |  |  |
|  |                                     |  |  |  |  |  |  |  |  |  |  |  |  |  |  |  |
|  | 10. Ungku Ahmad bin Muhammad Khalid |  |  |  |  |  |  |  |  |  |  |  |  |  |  |  |
|  |                                     |  |  |  |  |  |  |  |  |  |  |  |  |  |  |  |
|  |                                     |  |  |  |  |  |  |  |  |  |  |  |  |  |  |  |
|  | 21. Ungku Fatima                    |  |  |  |  |  |  |  |  |  |  |  |  |  |  |  |
|  |                                     |  |  |  |  |  |  |  |  |  |  |  |  |  |  |  |
|  |                                     |  |  |  |  |  |  |  |  |  |  |  |  |  |  |  |
|  | 5. Ungku Tun Amina                  |  |  |  |  |  |  |  |  |  |  |  |  |  |  |  |
|  |                                     |  |  |  |  |  |  |  |  |  |  |  |  |  |  |  |
|  |                                     |  |  |  |  |  |  |  |  |  |  |  |  |  |  |  |
|  | 22. Ungku Muhammad                  |  |  |  |  |  |  |  |  |  |  |  |  |  |  |  |
|  |                                     |  |  |  |  |  |  |  |  |  |  |  |  |  |  |  |
|  |                                     |  |  |  |  |  |  |  |  |  |  |  |  |  |  |  |
|  | 11. Ungku Khadija binti Muhammad    |  |  |  |  |  |  |  |  |  |  |  |  |  |  |  |
|  |                                     |  |  |  |  |  |  |  |  |  |  |  |  |  |  |  |
|  |                                     |  |  |  |  |  |  |  |  |  |  |  |  |  |  |  |
|  | 1. Sultán Ibrahim de Johor          |  |  |  |  |  |  |  |  |  |  |  |  |  |  |  |
|  |                                     |  |  |  |  |  |  |  |  |  |  |  |  |  |  |  |
|  |                                     |  |  |  |  |  |  |  |  |  |  |  |  |  |  |  |
|  | 12. Henry David Trevorrow           |  |  |  |  |  |  |  |  |  |  |  |  |  |  |  |
|  |                                     |  |  |  |  |  |  |  |  |  |  |  |  |  |  |  |
|  |                                     |  |  |  |  |  |  |  |  |  |  |  |  |  |  |  |
|  | 6. Reginald George Trevorrow        |  |  |  |  |  |  |  |  |  |  |  |  |  |  |  |
|  |                                     |  |  |  |  |  |  |  |  |  |  |  |  |  |  |  |
|  |                                     |  |  |  |  |  |  |  |  |  |  |  |  |  |  |  |
|  | 13. Florence Louisa Capling         |  |  |  |  |  |  |  |  |  |  |  |  |  |  |  |
|  |                                     |  |  |  |  |  |  |  |  |  |  |  |  |  |  |  |
|  |                                     |  |  |  |  |  |  |  |  |  |  |  |  |  |  |  |
|  | 3. Josephine Ruby Trevorrow         |  |  |  |  |  |  |  |  |  |  |  |  |  |  |  |
|  |                                     |  |  |  |  |  |  |  |  |  |  |  |  |  |  |  |
|  |                                     |  |  |  |  |  |  |  |  |  |  |  |  |  |  |  |
|  | 14. Thomas Alderman                 |  |  |  |  |  |  |  |  |  |  |  |  |  |  |  |
|  |                                     |  |  |  |  |  |  |  |  |  |  |  |  |  |  |  |
|  |                                     |  |  |  |  |  |  |  |  |  |  |  |  |  |  |  |
|  | 7. Ruby May Alderman                |  |  |  |  |  |  |  |  |  |  |  |  |  |  |  |
|  |                                     |  |  |  |  |  |  |  |  |  |  |  |  |  |  |  |
|  |                                     |  |  |  |  |  |  |  |  |  |  |  |  |  |  |  |

| Predecesor: Abdullah de Pahang | Yang di-Pertuan Agong (Rey de Malasia) 2024 – actualidad | Sucesor: En el cargo |
| Predecesor: Iskandar de Johor  | Sultán de Johor 2010 – actualidad                        | Sucesor: En el cargo |